# المركز الفني للتعبئة والتغليف
المركز الفني للتعبئة والتغليف (بالفرنسية: Centre technique de l'emballage et du conditionnement أو اختصارا PACKTEC)‏ هو مركز فني تونسي يعمل تحت إشراف وزارة الصناعة.

أنشأ المركز في 1996 لتطوير وتعزيز قطاع صناعات التعبئة والتغليف في تونس. ينشط المركز على الصعيدين الوطني والدولي، وله علاقات تعاون وثيقة مع مختلف المؤسسات والمنظمات.

## مجال العمل
يوفر المركز الخدمات التقنية لحساب الدولة وشركات التغليف:
- تصميم المنتجات.
- المواد المختبرية (الورق والكرتون والمعادن والبلاستيك والزجاج).
- مختبرات تغليف المواد الغذائية.
- مركز الخدمات اللوجستية (التعبئة والتغليف والنقل مواد الخطرة).

## روابط خارجية
- الموقع الرسمي.

1. ↑  مذكور في: GRID Release 2017-05-22. تاريخ النشر: 22 مايو 2017. مُعرِّف الغرض الرَّقميُّ (DOI): 10.6084/M9.FIGSHARE.5032286.